# 樹の曲
『樹の曲』(きのきょく、英語: Music of Tree) は武満徹が作曲した管弦楽曲。1961年 (昭和36年) に作曲された。

## 曲の概要
武満が初演時に書いたプログラム・ノートによると、『樹の曲』はリルケが詩の中で、樹によりそって立った時に、自分が樹なのか、樹が自分なのかわからなくなる、と書いているのを作曲の出発点にしている。武満は、この曲は標題音楽ではないこと、「生命の樹」とか「樹のように熟する」と使われるときの「樹」という意味で曲のタイトルにある「樹」は使われていることを同時に注意している。
武満が本格的にヨーロッパ前衛音楽の語法を取り入れ始めた頃の作品で、曲は後期のヴェーベルン的な箇所が多く見られる(例えば『眼の光』)。12音技法の音列を使っており、第2次ウィーン楽派の作曲家たちが好んでやったように、武満も音列に対称性を導入している。また、部分的にカノンが使われており、武満の作曲技法としては珍しい。
『樹の曲』初演から数年後に武満の『地平線のドーリア』(1966年) をアメリカ初演したコープランドは、かなり以前から武満の作品を高く評価していたようである。1962年初頭に在京した際、ヒューエル・タークイ (ストラヴィンスキーが評価する前に、最初に『弦楽のためのレクイエム』を世界に広めた指揮者) がコープランドに頼まれていくつか日本の作曲家による作品を聞かせた中に『樹の曲』も含まれていたが、聞き終わってから、大変すばらしい曲だ、一聴して武満の曲だとわかるとの趣旨を述べて誉めている。

## 編成
拡大された3管編成のオーケストラによる。ソプラノ・サクソフォンやスネアドラムが入っているのは、武満のオーケストラ作品としては珍しい。
- フルート 2 (1番はピッコロ持ち替え)
- アルト・フルート 1
- オーボエ 2
- コール・アングレ 1
- クラリネット (変ロ) 2
- 小クラリネット 1 (クラリネット〈変ロ〉と持ち替え)
- バスクラリネット 1
- ファゴット 2
- コントラファゴット 1
- ソプラノ・サクソフォン 1
- ホルン 4
- トランペット (変ロ) 4
- トロンボーン 3
- チューバ 1
- ギター 1
- ピアノ 1
- チェレスタ 1
- ハープ 1
- 打楽器 (タムタム 2、吊りシンバル 3、バンブー・ボールズ 2、スネア・ドラム 1、ザイロフォン 1、ヴィブラフォン 1、グロッケンシュピール 1)
- 弦5部 (16編成、第1ヴァイオリン 16、第2ヴァイオリン 14、ヴィオラ 12、チェロ 10、コントラバス 8)

## 初演
1961年 (昭和36年) 5月22日、日比谷公会堂で行われた日本フィルハーモニー交響楽団第33回定期演奏会で、渡辺暁雄指揮同交響楽団によって世界初演された。

## 演奏時間
約9分

## 出版
C.F.ペータース。スコアの浄書は、当時武満のアシスタントをしていた高橋悠治が行っている。

## 録音
- 「渡辺曉雄と日本フィル」全集、渡辺暁雄指揮・日本フィルハーモニー交響楽団、1961年5月22日、日比谷公会堂 (世界初演のライブ録音)
- 武満徹オーケストラ作品集Ⅴ、日本コロンビア COCQ-83156、沼尻竜典指揮・東京都交響楽団、1998年7月27日～29日、東京芸術劇場にて録音

### 注
1. ↑  立花隆の『武満徹・音楽創造への旅』の中では、リルケが『ドゥイノの悲歌』の中でこのようなことを述べている、と書かれているが、実際にはこう書いた箇所は見られない。少なくとも直接的にこのように表現した部分はない。